# Scymnodalatias oligodon
Scymnodalatias oligodon is een vissensoort uit de familie van de Somniosidae. De wetenschappelijke naam van de soort is voor het eerst geldig gepubliceerd in 1988 door Kukuev & Konovalenko.